# ジョン・アルバート・ネブル

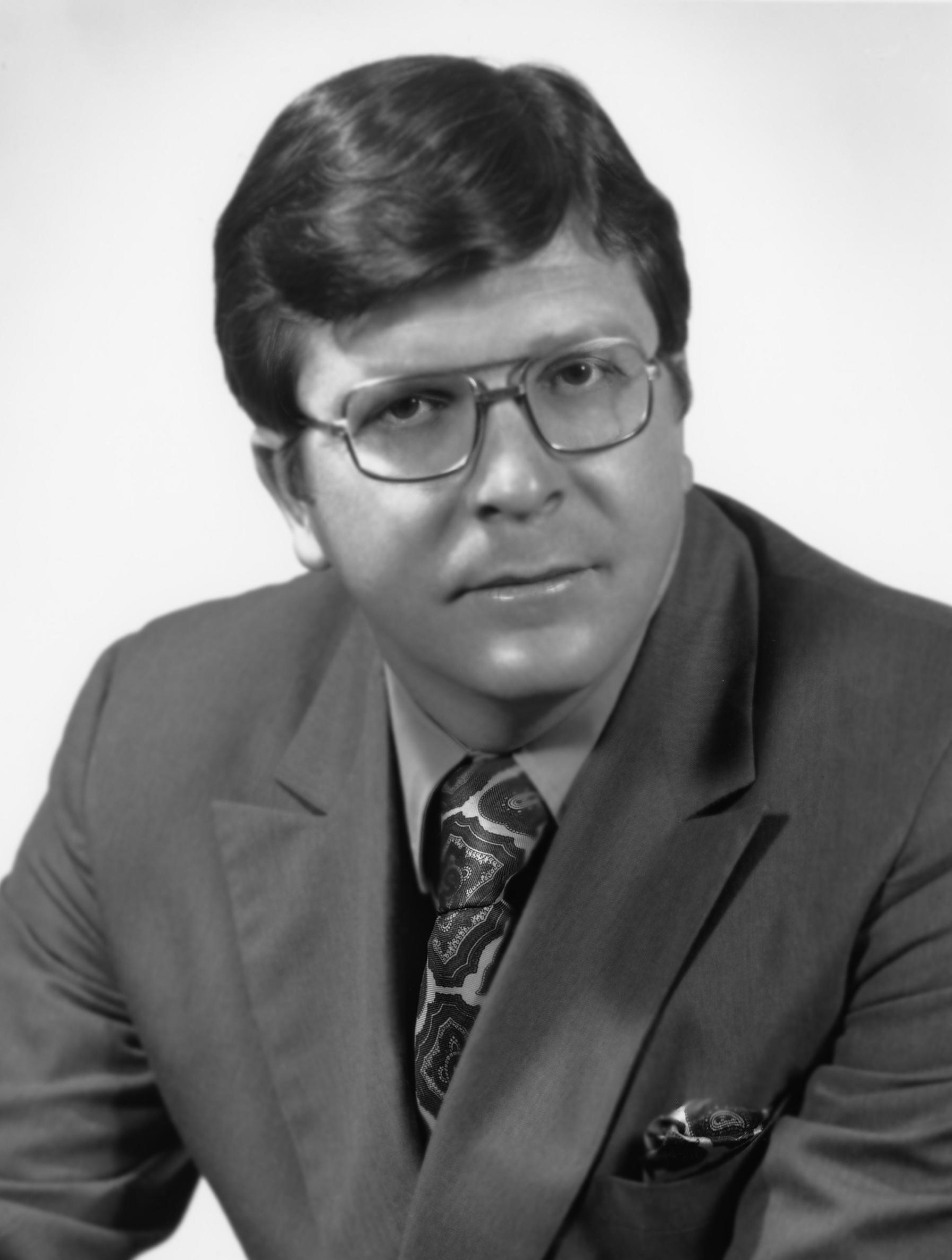
ジョン・アルバート・ネブル

ジョン・アルバート・ネブル（John Albert Knebel, 1936年10月4日 - ）は、アメリカ合衆国の政治家。ジェラルド・フォード政権で第19代アメリカ合衆国農務長官を務めた。

## 生涯
ネブルは1959年にニューヨーク州の陸軍士官学校を卒業し、1962年にネブラスカ州のクレイトン大学で修士号を取得した。1965年、ネブルはワシントンD.C.のアメリカン大学で法務博士を取得した。
ネブルは1963年から1964年まで、連邦下院議員ジェイムズ・アーネスト・ウォートンの補佐官を務めた。ネブルは1965年から1969年まで、法律事務所 Howrey, Simon, Baker and Murchison の共同出資者として経営に関与した。ネブルは1969年から1971年まで、下院農務委員会の副顧問を務めた。ネブルは1971年から1973年まで中小企業局の法務顧問を務めた。ネブルは1973年に農務省の法務顧問を務めた。ネブルは1975年から1976年まで農務次官を務めた。
1976年11月4日、ネブルはジェラルド・フォード大統領により農務長官に任命された。ネブルはフォード大統領の任期満了となる1977年1月20日まで農務長官を務めた。
ネブルは農務長官退任後後、法律業に復帰した。ネブルは1986年から1995年までアメリカ鉱業評議委員会会長を務めた。ネブルは1995年から全米鉱業協会会長を務めた。